# Max Ritter (Bauingenieur, 1884)

Max Ritter (ca. 1927)

Max Ritter (* 4. August 1884 in Biel; † 25. Februar 1946 in Küsnacht) war ein Schweizer Bauingenieur an der Eidgenössischen Technischen Hochschule Zürich.

## Leben
Max Ritter erlangte im Jahr 1907 am Eidgenössischen Polytechnikum das Diplom im  Bauingenieurwesen. 1909 promovierte er an der Technischen Hochschule Dresden. Ritter publizierte über die Theorie des statisch unbestimmten Rahmens und Bogens: die Berechnung solcher statischen Systeme stand damals beim Bau von Brücken aus Stahlbetonbau auf der Tagesordnung und regte auf diesem Gebiet die baustatische Theoriebildung an. Auch zur Erddrucktheorie trug Ritter bei. So leitete er 1910 die Differentialgleichung Fritz Kötters auf elegante Weise ab und entwickelte später dessen Erddrucktheorie weiter. Ab 1910 war er bei der Baufirma  E. Züblin & Cie tätig, seit 1913 als technischer Direktor in Zürich. Er plante unter anderem den Bau der Pérolles-Brücke und der Zähringerbrücke in Freiburg sowie von 1924 bis 1926 die Hundwilertobelbrücke. Daneben wirkte er von 1910 bis 1927 als Privatdozent für technische Statik und Eisenbetonbau an der ETH. 1927 wurde Ritter neben Leopold Karner zum Nachfolger von Arthur Rohn als Ordinarius für Baustatik, Hoch- und Brückenbau in Stein, Beton und Eisenbeton berufen. In dieser Zeit befasste sich Ritter im Anschluss an die Arbeiten von George Earl Begg mit experimentellen Methoden der Baustatik sowie der Fortführung der Theorie des Stahlbeton auf der Basis von Versuchen.
Er gehörte neben dem Initiator Heinrich Eduard Gruner der Schweizerische Talsperrenkommission, die Vorgängerin des Schweizerischen Nationalkomitees für Grosse Talsperren (SNGT) an. Weitere Mitglieder waren: Hans Eggenberger (1875–1958), Eugen Meyer-Peter (1883–1969), Alfred Stucky (1892–1969), Alfred Zwygart (1886–1972) an. Henri Gicot führte am 20. Dezember 1948 die Gründungsversammlung der SNGT durch.
Pierre Lardy (1903–1958) war ab 1942 sein Assistent und sein Nachfolger als Ordinarius.
Sein ältester Sohn Max Ritter (1922–2016) wurde ebenfalls Ingenieur.

## Werke
- Vereinfachung der Berechnung gelenkloser Brückengewölbe. In: Schweizerische Bauzeitung, Bd. 51, 1908, Nr. 22, S. 286–287, Nr. 24, S. 310–313 u. Nr. 26, S. 331–336.
- Über die Berechnung elastisch eingespannter und kontinuierlicher Balken mit veränderlichem Trägheitsmoment. In: Schweizerische Bauzeitung, Bd. 53, 1909, Nr. 18, S. 231–234 u. Nr. 19, S. 244–245.
- Beiträge zur Theorie und Berechnung der vollwandigen Bogenträger ohne Scheitelgelenk, insbesondere der Brückengewölbe und der im Eisenbetonbau üblichen biegungsfester Rahmen. Berlin: Ernst & Sohn 1909.
- Zur Theorie des Erddrucks auf Stützmauern. In: Schweizerische Bauzeitung, Bd. 55, 1910, Nr. 15, S. 197–199.
- Der kontinuierliche Balken auf elastisch drehbaren Stützen. In: Schweizerische Bauzeitung, Bd. 57, 1911, Nr. 4, S. 47–52.
- Les chemins de fer d’aujourd’hui et plus spécialement les chemins de fer allemands. Paris/Berlin: Hobbing 1912.
- Experimentelle Methoden der Baustatik. In: Schweizerische Bauzeitung, Bd. 96, 1930, Nr. 18, S. 226–229.
- Tabellen zur Berechnung von Eisenbetonkonstruktionen nach den schweizerischen Normen, 1935, Zürich: Leemann 1935.
- Grenzzustände des Gleichgewichts in Erd- und Schüttmassen. In: Kongressberichte der Internationalen Vereinigung für Brückenbau und Hochbau (IVBH). Zweiter Band, S. 1575–1585. Zürich: IVBH 1936.
- mit Pierre Lardy: Vorgespannter Beton: Theorie und Berechnung; schweizerische Versucheund Ausführungen, 2. Aufl. Zürich: Leemann 1950.

## Nachweise
1. 1 2  Karl-Eugen Kurrer: The History of the Theory of Structures. Searching for Equilibrium. Ernst & Sohn, Berlin 2018, ISBN 978-3-433-03229-9, S. 331

| Personendaten    | Personendaten          |
| ---------------- | ---------------------- |
| NAME             | Ritter, Max            |
| KURZBESCHREIBUNG | Schweizer Bauingenieur |
| GEBURTSDATUM     | 4. August 1884         |
| GEBURTSORT       | Biel/Bienne            |
| STERBEDATUM      | 25. Februar 1946       |
| STERBEORT        | Küsnacht ZH            |